# أنكيني
أنكيني (بالإنجليزية: Ankeny, Iowa)‏ هي مدينة تقع في ولاية آيوا في الولايات المتحدة. تبلغ مساحة هذه المدينة 75.96 (كم²)، وترتفع عن سطح البحر 277 م، بلغ عدد سكانها 45582 نسمة في عام 2012 حسب إحصاء مكتب تعداد الولايات المتحدة.

## التركيبة السكانية
قام مكتب تعداد الولايات المتحدة بتحديد بيانات التركيبة السكانية لأنكينيفي تعداد الولايات المتحدة. في ما يلي، التركيبة السكانية حسب تعدادي 2000 و2010.

### تعداد عام 2000
بلغ عدد سكان أنكيني 27,117 نسمة بحسب تعداد عام 2000، وبلغ عدد الأسر 10,339 أسرة وعدد العائلات 7,278 عائلة مقيمة في المدينة. في حين سجلت الكثافة السكانية 1,616.5 نسمة لكل ميل مربع (624.1/كم2). وبلغ عدد الوحدات السكنية 10,882 وحدة بمتوسط كثافة قدره 648.7 نسمة لكل ميل مربع (250.5/كم2).
وتوزع التركيب العرقي للمدينة بنسبة 96.94% من البيض و 0.15% من الأمريكيين الأصليين و 0.94% من الأمريكيين ذوي الأصول الآسيوية و 0.03% من سكان جزر المحيط الهادئ و 0.76% من الأمريكيين الأفارقة و 0.38% من الأعراق الأخرى و 0.81% من عرقين مختلطين أو أكثر. فيما شكل الهسبانيون أو اللاتينيون من أي عرق نسبة 1.08% من السكان.
بلغ عدد الأسر 10,339 أسرة كانت نسبة 38.1% منها لديها أطفال تحت سن الثامنة عشر تعيش معهم، وبلغت نسبة الأزواج القاطنين مع بعضهم البعض 60.7% من أصل المجموع الكلي للأسر، ونسبة 7.3% من الأسر كان لديها معيلات من الإناث دون وجود شريك، وكانت نسبة 29.6% من غير العائلات. تألفت نسبة 21.8% من أصل جميع الأسر من أفراد ونسبة 5.8% كانوا يعيش معهم شخص وحيد يبلغ من العمر 65 عاماً فما فوق. وبلغ متوسط حجم الأسرة المعيشية 3.05، أما متوسط حجم العائلات فبلغ 2.57.
بلغ العمر الوسطي للسكان 32 عاماً. وكانت نسبة 11.4% بين الثامنة عشر والأربعة وعشرون عاماً، ونسبة 33.4% كانت واقعةً في الفئة العمرية ما بين الخامسة والعشرون حتى والأربعة وأربعون عاماً، ونسبة 20.1% كانت ما بين الخامسة والأربعون حتى الرابعة والستون، ونسبة 8.0% كانت ضمن فئة الخامسة والستون عاماً فما فوق. يوجد لكل 100 أنثى 94.0 ذكر، ويوجد لكل 100 أنثى في الثامنة عشر من عمرها فما فوق 91.4 ذكر.
بلغ متوسط دخل الأسرة في المدينة 70,197 دولار، أما متوسط دخل العائلة فبلغ 88,231 دولار. وكان متوسط دخل الذكور 54,532 دولار مقابل 41,507 دولار للإناث. وسجل دخل الفرد الخاص بالمدينة 31,527 دولار. وكان من هؤلاء نسبة 2.5% تحت سن الثامنة عشر ونسبة 5.0% في الخامسة والستين من العمر وما فوق.

### تعداد عام 2010
بلغ عدد سكان أنكيني 45,582 نسمة بحسب تعداد عام 2010، وبلغ عدد الأسر 17,433 أسرة وعدد العائلات 12,087 عائلة مقيمة في المدينة. في حين سجلت الكثافة السكانية 1,554.1 نسمة لكل ميل مربع (600.0/كم2). وبلغ عدد الوحدات السكنية 18,339 وحدة بمتوسط كثافة قدره 625.3 لكل ميل مربع (241.4/كم2).
وتوزع التركيب العرقي للمدينة بنسبة 94.7% من البيض و 0.1% من الأمريكيين الأصليين و 2.0% من الأمريكيين ذوي الأصول الآسيوية و 0.1% من سكان جزر المحيط الهادئ و 1.2% من الأمريكيين الأفارقة و 1.3% من عرقين مختلطين أو أكثر.
بلغ عدد الأسر 17,433 أسرة كانت نسبة 38.4% منها لديها أطفال تحت سن الثامنة عشر تعيش معهم، وبلغت نسبة الأزواج القاطنين مع بعضهم البعض 58.9% من أصل المجموع الكلي للأسر، ونسبة 7.2% من الأسر كان لديها معيلات من الإناث دون وجود شريك، بينما كانت نسبة 3.2% من الأسر لديها معيلون من الذكور دون وجود شريكة وكانت نسبة 30.7% من غير العائلات. تألفت نسبة 22.6% من أصل جميع الأسر من أفراد ونسبة 6.2% كانوا يعيش معهم شخص وحيد يبلغ من العمر 65 عاماً فما فوق. وبلغ متوسط حجم الأسرة المعيشية 3.08، أما متوسط حجم العائلات فبلغ 2.58.
بلغ العمر الوسطي للسكان 31.9 عاماً. وكانت نسبة 27.7% من القاطنين تحت سن الثامنة عشر، وكانت نسبة 9.1% بين الثامنة عشر والأربعة وعشرون عاماً، ونسبة 33.7% كانت واقعةً في الفئة العمرية ما بين الخامسة والعشرون حتى والأربعة وأربعون عاماً، ونسبة 21.1% كانت ما بين الخامسة والأربعون حتى الرابعة والستون، ونسبة 8.3% كانت ضمن فئة الخامسة والستون عاماً فما فوق. وتوزع التركيب الجنسي للسكان بنسبة 49.0% ذكور و51.0% إناث.